# جون إم جرونسفيلد
جون إم جرونسفيلد (بالإنجليزية: John M. Grunsfeld) (و. 1958 – م) هو فيزيائي، وعالم فلك، ورائد فضاء، ومتسلق جبال من الولايات المتحدة الأمريكية . ولد في شيكاغو .

## التعليم
تعلم في جامعة شيكاغو، ومعهد ماساتشوست للتكنولوجيا

## جوائز
حصل على جوائز منها:
- وسام ناسا للخدمة الاستثنائية.